# Analyzátor programu
Analyzátor programu je zařízení sestrojené Paulem F. Lazarsfeldem a Frankem Stantonem v zimě na přelomu let 1937/38 pro účely výzkumu pod záštitou Princeton Radio Research Project. Poprvé byl v literatuře zmíněn ve dvou článcích P. Lazarsfelda v Journal for Applied Psychology z roku 1940. Analyzátor byl sestrojen modifikací polygrafu, ve výzkumu byl používán jako prostředek zachycení názoru posluchačů na rádiový program. Často byl využíván při výzkumu přímo radiovými stanicemi, např. CBS. Princeton Radio Research Project byl zaměřen na zkoumání rádia, které se v té době začínalo projevovat jako vznikající vlivný hromadně sdělovací prostředek. Vliv rádia byl porovnáván s vlivem tištěných novin, v rámci projektu byly zkoumámy různé druhy rádiových programů, od hudby po zpravodajské relace.
Analyzátor programu byl konkrétně používán při zjišťování názorů posluchačů na specifické programy. Studie se skládaly ze dvou částí, kvantitativní a kvalitativní. Kvantitativní část byla zprostředkována pomocí analyzátoru, kvalitativní pak pomocí detailně promyšlených dotazníků. Tato metoda byla vyvinuta za spolupráce P. Lazarsfelda s R. K. Mertonem. Díky kombinaci kvantitativního a kvalitativního výzkumu byli vědci schopni do detailu zachytit reakce posluchačů na rádiový program a následně jejich hodnocení vysvětlit.

## Konstrukce
Analyzátor se podobal polygrafu, skládal se z neustále se posouvajícího papíru, na nějž deset párů per neustále zakreslovalo reakce posluchačů, jedenáctý pár na okraji papíru zachycoval čas v minutách a sekundách. Posluchači měli k dispozici dvojici tlačítek, zelené a červené. Po zmáčknutí každé tlačítko vyslalo elektrický signál jednomu z per, které se následně vychýlilo z rovné čáry, kterou kreslilo pokud posluchač reagoval neutrálně, čímž byla zaznamenána reakce posluchače.

### Výzkum
Posluchači byli během poslechu programu usazeni v místnosti s analyzátorem, každý z nich ovládal dvě tlačítka. Před začátkem výzkumu byli poučeni o tom, jak mají analyzátor používat, načež jim byl přehráván rádiový program. Stisknutí zeleného tlačítka znamenalo pozitivní reakci na program, stisknutí červeného reakci negativní. Pera byla barevně rozdělena na červené (pozitivní reakce) a černé (negativní reakce). Posluchačům bylo řečeno, aby tlačítko drželi stisknuté po celou dobu trvání reakce, dokud na vysílaný program nezměnili názor. Neutrální reakce byla vyjádřena uvolněním obou tlačítek. Ihned po skončení programu posluchači dodatečně v rozhovoru s výzkumníkem hodnotili, co se jim na programu líbilo nebo nelíbilo. Jednotlivé programy pak byly rozděleny na kratší časové intervaly dlouhé řádově několik desítek vteřin. Výsledky testu byly graficky zpracovány jako dva histogramy sdílející horizontální osu, která znázorňovala jednotlivé časové úseky. Součet všech pozitivních reakcí na daný časový úsek programu mířil směrem vzhůru od osy, negativní reakce směrem dolu.
Použití analyzátoru pro takovýto výzkum mělo své výhody i nevýhody. Výhodou bylo zaměření na posluchačovo přímé hodnocení programu, jednou z nevýhod byla například mnohoznačnost hodnocení stisknutím tlačítek. Posluchači, kterým se program celkově líbil, měli tendenci stisknutím zeleného tlačítka pouze zvýraznit části, které se jim líbily nejvíce, naopak posluchači celkově s programem nespokojení stisknutím červeného tlačítka označovali pouze nejhorší pasáže.
Ve druhé části výzkumu pak posluchači vysvětlovali, proč na jednotlivé části reagovali pozitivně či negativně. Teoreticky tedy mohla být vysvětlena každá část výsledné křivky poměru pozitivních a negativních reakcí. Rádiové stanice tedy mohli přesně určit, které části programů změnit a které ponechat. Další analýzu umožňovalo rozdělení posluchačů na skupiny podle různých demografických kategorií, podle pohlaví, věku, ale i místa bydliště nebo socioekonomického postavení. Výsledky výzkumu byly v podstatě jednotlivé profily posluchačů, sestávající z kvantitativních dat získaných pomocí analyzátoru programu vysvětlených kvalitativními výsledky výzkumu dotazníky a interview R. K. Mertona. Výsledky výzkumu umožňovaly stanicím vylepšovat programy, zároveň také dali poprvé světu představu o tom, co a proč lidé v rádiu poslouchají.